# Copa Airlines Colombia
Copa Airlines Colombia (zuvor AeroRepública) ist eine kolumbianische Fluggesellschaft mit Sitz in Bogotá und Basis auf dem Flughafen Bogotá. Sie ist ein Tochterunternehmen der panamaischen Copa Airlines und nach Avianca die zweitgrößte Fluggesellschaft des Landes.

## Geschichte

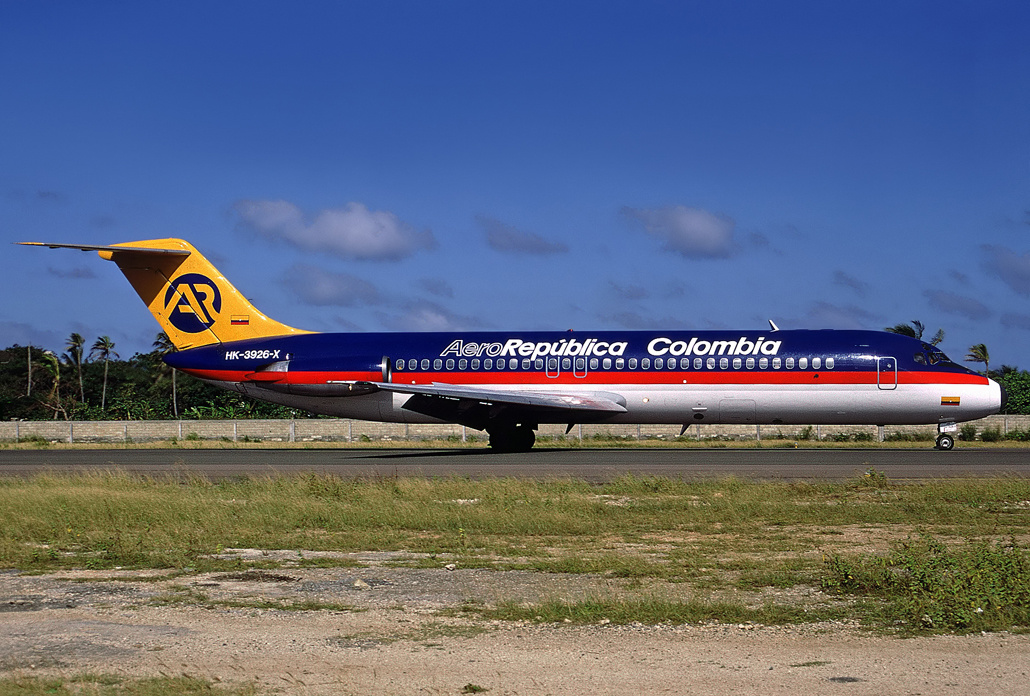
Douglas DC-9-32 der AeroRepública

Copa Airlines Colombia wurde am 23. November 1992 von Amos Ginder und Dr. Alfonso Avila als AeroRepública gegründet. Der Betrieb wurde am 19. Juni 1993 mit drei Boeing 727-100 aufgenommen. Als erste Ziele von Bogotá aus wurden Cartagena, Santa Marta und die Insel San Andrés angeflogen. Bis zu diesem Jahr gab es in Kolumbien 25 Jahre lang keine neue Fluggesellschaft. 
Im Jahr 1997 wurde bekanntgegeben, dass man Flüge in die USA plant, jedoch sind diese Flüge bis heute noch nicht realisiert. Zu dieser Zeit gehörten 33 % der Fluggesellschaft zu den Unternehmen Aeropostal und Promotora de Inversiones Superior.
Am 1. Juni 2005 gab die panamaische Copa Airlines bekannt, einen 90-prozentigen Anteil an der Fluggesellschaft erworben zu haben. Bis zu diesem Datum bestanden nur Codeshare-Abkommen zwischen diesen beiden Fluggesellschaften. Gleichzeitig wurde bekanntgegeben, aus der Fluggesellschaft die zweitgrößte Kolumbiens zu machen, direkt hinter Avianca. 
AeroRepública stellte am 8. September 2006 nach Marktstudien ihr neue Corporate Identity vor. Das neue Logo erinnert stark an das Logo von Copa Airlines bzw. Continental Airlines als Miteigentümerin von Copa Airlines. Der Name AeroRepública wurde zunächst beibehalten und zusammengefügt mit dem Logo der Copa Airlines. Dies soll bewirken, dass die Fluggesellschaft ihr Ansehen im Inland beibehalten und gleichzeitig an die internationalen Bekanntheit von Copa Airlines (bzw. Continental Airlines) anknüpfen kann. Mit der neuen Identität wurde auch Pläne für die Zukunft erarbeitet. Diese beinhalteten Flüge zum Drehkreuz der Copa Airlines in Panamá, Erneuerung der Flotte durch Embraer 190, den Anschluss an das Vielfliegerprogramm OnePass von Continental Airlines sowie eines E-Ticket-Systems.
AeroRepública gab 2007 eine Bestellung über acht Embraer 190 für das Jahr 2007 auf. Davon wurden fünf neu vom Hersteller gekauft und drei von GECAS geleast. Des Weiteren besaß die Fluggesellschaft Optionen und Kaufrechte an weiteren 20 Embraer 190 bis zum Jahr 2011, von denen mehrere auch eingelöst wurden.
Um die Ausgaben zu minimieren, wurde von dem Vorstand bekanntgegeben, dass man Personal abbauen muss. Aufgrund des Wechsels von Continental Airlines zur Star Alliance hat auch Copa Airlines und damit auch Aero República am 26. Mai 2009 mitgeteilt, die Kooperation mit SkyTeam zum Oktober 2009 zu beenden. Seit dem 6. Oktober 2010 fliegt die Gesellschaft unter dem Markennamen Copa Airlines Colombia. Am 10. November 2010 wurde bekannt gegeben, dass Copa Airlines Colombia wie auch Copa Airlines der Luftfahrtallianz Star Alliance beitreten werden.

## Flugziele
Angeflogen werden nationale Ziele innerhalb Kolumbiens und internationale Destinationen in Zentral- und Südamerika. Als Charter werden mehrere Ziele in den lateinamerikanischen Ländern angeflogen. 
Copa Airlines Colombia unterhält darüber hinaus Codeshare-Abkommen mit Copa Airlines und United Airlines.

## Flotte

### Aktuelle Flotte
Mit Stand 16. Juli 2022 betreibt die Copa Airlines Colombia kein eigenes Flugzeug.

### Ehemalige Flugzeugtypen

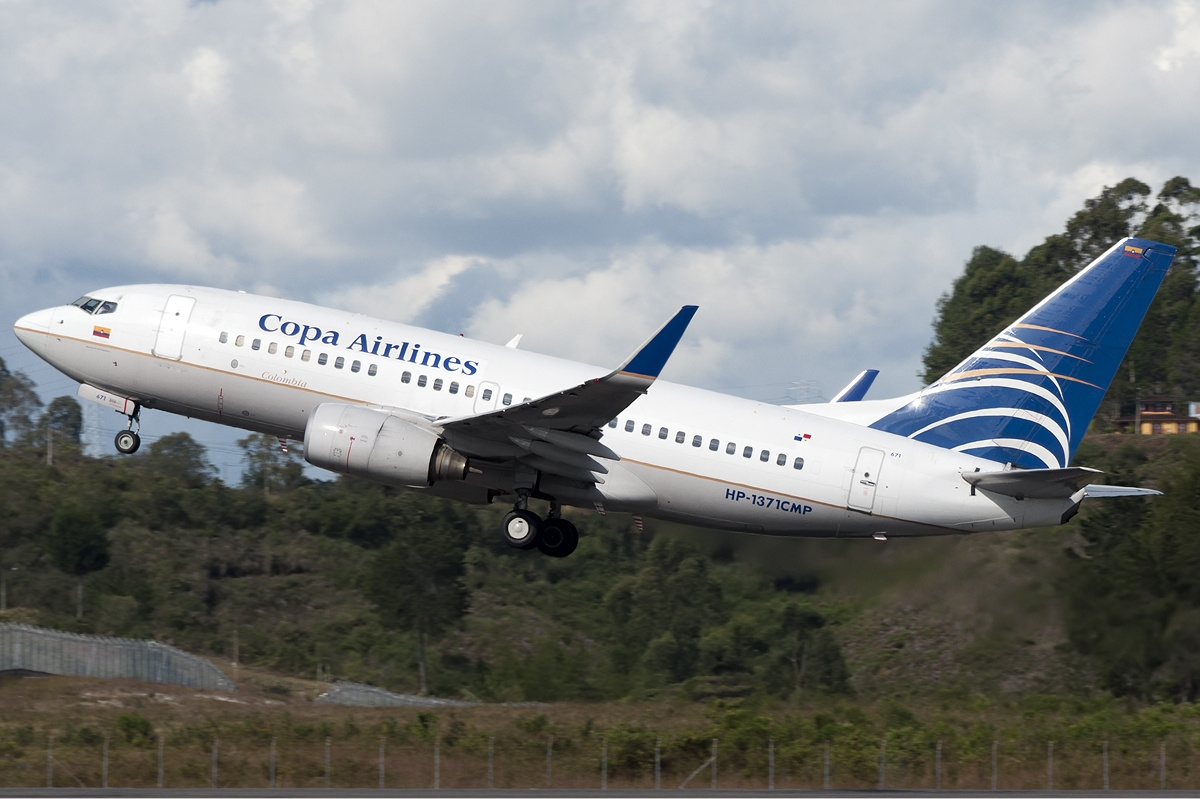
Boeing 737-700 der Copa Airlines Colombia

Mit Stand März 2020 besteht die Flotte der Copa Airlines Colombia aus einem Flugzeug mit einem Alter von 19,8 Jahren:
| Flugzeugtyp    | aktiv | bestellt | Anmerkungen | Sitzplätze (Business/Economy) |
| -------------- | ----- | -------- | ----------- | ----------------------------- |
| Boeing 737-700 | 1     |          |             | 124 (12/112)                  |
| Gesamt         | 1     | –        |             |                               |

- Embraer ERJ-190